# Il processo di Biscardi
Il processo di Biscardi è un programma televisivo italiano a tema calcistico ideato da Aldo Biscardi nel 1993 e da lui condotto dalla prima stagione fino al 2016. Attualmente il programma è condotto dal figlio di Aldo, Maurizio Biscardi, con la partecipazione di Dana Ferrara. Dal 2024 viene trasmesso sul circuito Netweek (realizzato negli studi dell'emittente romana Gold TV e ritrasmesso su altre televisioni locali italiane collegate come Telecity, Italia 7 Toscana, È TV).
La formula alla base del processo fu inizialmente proposta ne Il processo del lunedì, trasmissione Rai andata per la prima volta in onda nel 1980. In seguito all'abbandono dalla Rai dell'ideatore e conduttore del format, la televisione pubblica ha continuato a produrre la trasmissione con conduttori diversi, mentre Biscardi ha esportato la medesima formula con titolo alterato su diverse emittenti televisive.

## Storia
Il programma va in onda ogni lunedì successivo ad una giornata del campionato di calcio di serie A. Il nome processo è stato ispirato da una frase di Gianni Rodari che, nella prefazione del libro di Biscardi "Il giornalismo sportivo in Italia" scrisse che questi parlava di sport come si fa in un processo.
Il processo di Biscardi nasce nel 1993, quando Aldo Biscardi, ideatore nel 1980 e conduttore dal 1983 de Il processo del lunedì di Rai 3 lascia la RAI per TELE+, dove lancia la nuova versione del programma con il nuovo nome. Parallelamente, la RAI continua a proporre Il processo del lunedì con il suo titolo originale dal 1994 al 1997 e poi nuovamente dal 2013 al 2016.
Nel 1996 Il processo di Biscardi sbarca su Telemontecarlo, che dal 2001 diventa LA7, dove rimane fino al 2006, quando lo stesso Biscardi comunica il suo addio alla rete in seguito alla pubblicazione di alcuni stralci di intercettazioni telefoniche con Luciano Moggi.
Dal settembre successivo va in onda su 7 Gold, conservando inalterata la sua formula. Su questo canale il programma trova spazio fino al 2013, continuando a essere prodotto nel tradizionale formato 4:3.
Nella stagione 2013/2014 passa a T9 e viene trasmesso in syndication da altre emittenti locali sparse in tutta la penisola.
Dal 9 giugno 2014 va in onda "Il Processo ai Mondiali" alle ore 23:05 su Italia 53, network che diffonde tutti i lunedì anche la 35ª edizione del programma.
Dalla stagione 2015/2016 a partire dal 24 agosto 2015 approda sull'emittente Sport 1, LCN 61. Al termine della stagione calcistica la trasmissione viene sospesa per un anno.
Dal 4 settembre 2017 torna su 7 Gold ma senza Aldo Biscardi alla conduzione (il quale morirà l'8 ottobre seguente a Roma), bensì la showgirl Giorgia Palmas. I figli Maurizio e Antonella, autori anche di questa inedita edizione, sono dietro le quinte del programma e collaborano alla realizzazione. Fanno presenza fissa Elena Barolo, che introduce l'anteprima e si occupa dell'area "social", Carlo Nesti e lo stesso Maurizio Biscardi, che cura il "Moviolone", rinominato "Var dello sport".
Successivamente alla stagione 2018/2019, capitanata da Michela Persico, sarà Maurizio Biscardi ad assumere la conduzione del processo, affiancato ogni anno da una diversa presenza femminile. Tra gli opinionisti intervenuti nelle ultime edizioni l'allenatore Andrea Agostinelli, l'ex attaccante Roberto Sosa e i giornalisti Adolfo Fantaccini e Daniele Bartocci.

## Vallette del Processo
Il conduttore è solito circondarsi di vallette di bella presenza che presentano gli ospiti in studio e annunciano lo spazio pubblicitario, anche dette "biscardine". Nel 2006 la valletta del Processo è stata la modella Debora Salvalaggio, arrivata seconda a Miss Italia 2003. L'anno precedente la valletta era stata la venezuelana Jennipher Rodriguez. Valletta del 2006/2007 è stata la modella Mara Cocchini. Nella stagione 2012/2013 a fare da valletta è stata Jessica Bellinghieri, Miss Mondo Italia 2012 che aveva preso il posto della conduttrice radiofonica Sara Ventura.

## Processo ai Mondiali
- Spagna 1982: conduce Aldo Biscardi con Marina Morgan, Corinne Cléry e Franco Alfano, regia di Piero Panizzon.
- Messico 1986: conduce Aldo Biscardi con Paola Perissi, regia di Piero Panizzon.
- Italia 1990: conduce Aldo Biscardi con Ana Maria Van Pallandt, regia di Egidio Luna. Il programma va in onda tutti i giorni del Mondiale alle ore 23.00 e lo studio si trova accanto allo spogliatoio degli Azzurri nello Stadio Olimpico di Roma, ebbe picchi di più di 10 milioni di telespettatori, tra gli opinionisti Gianni Brera, Zico e Lionello Manfredonia.
- Usa 1994: conduce Aldo Biscardi con Ambra Orfei, regia di Rinaldo Gaspari.
- Francia 1998: conduce Aldo Biscardi con Simona Saia, regia di Massimiliano Moccia.
- Corea del Sud e Giappone 2002: conduce Aldo Biscardi con Anna Rigon, regia di Massimo Manni.
- Sudafrica 2010: conduce Aldo Biscardi con Sara Ventura. Il programma va in onda tutti i giorni del Mondiale alle ore 23.00 su Dahlia TV. Gli inviati in Sudafrica sono Massimo Caputi e Giuseppe Giannini. La moviola è curata da Giorgio Martino.
- Brasile 2014: conduce Aldo Biscardi. Il programma va in onda tutti i giorni del Mondiale alle ore 23.00 su Italia 53.
- Russia 2018: conduce Margherita Zanatta. Il programma va in onda tutti i giorni del Mondiale in prima e seconda serata su 7 Gold.

## Controversie
- Negli anni novanta l'AIA, sostenendo che il programma suscitasse una forma di violenza e di diseducazione nel mondo del calcio, portò esso e il suo conduttore in tribunale. Il giudice, alla fine, diede ragione alla linea difensiva di Biscardi, secondo il quale la sua non era una trasmissione sportiva, ma un varietà in cui «la credibilità oggettiva della trasmissione è riconosciuta assai bassa.»[7]

- Nella puntata del 22 marzo 2004, all'indomani della sospensione del derby romano e degli incidenti successivi, un cameraman ospitato in trasmissione disse di essere stato picchiato dalla polizia, mostrando a tutti l'occhio nero: in realtà l'uomo era stato aggredito ma l'occhio era stato truccato prima di andare in onda per cercare di ottenere un'audience maggiore.[8]

- Durante la puntata del 19 gennaio 2009, quando Kaká (giocatore del Milan) sembrava in procinto di passare al Manchester City, Silvio Berlusconi (azionista di maggioranza della società meneghina) comunicò in un collegamento telefonico che il brasiliano non sarebbe stato ceduto ma avrebbe continuato a giocare per i rossoneri: ciò fece registrare un picco di 3.000.000 spettatori. Successivamente il conduttore, rivolgendosi a Berlusconi, disse: «Siamo l'unica trasmissione in diretta in campo nazionale e ti ringrazio di aver rispettato l'antica amicizia e aver dato a noi la notizia.» In realtà il programma non fu il solo, in campo nazionale, ad annunciare la notizia poiché essa fu contestualmente riportata anche da Sky Sport24 e Premium Calcio 24 in contemporanea.[9]

## Calciopoli
A seguito delle intercettazioni telefoniche dello scandalo di Calciopoli del 2006, emergono contatti tra Luciano Moggi e alcuni opinionisti del Processo Di Biscardi, come lo stesso Aldo Biscardi, l'ex arbitro ed ex designatore Fabio Baldas (alcune telefonate evidenziano come Moggi suggerisse l'interpretazione degli episodi mostrati dalla moviola durante Il processo di Biscardi), Franco Melli e Lamberto Sposini. La loro posizione sotto il profilo penale fu dichiarata irrilevante, anche se Biscardi, Sposini e Melli furono sospesi per qualche tempo dall'Ordine dei giornalisti.

## Supermoviola
La Supermoviola (o Moviolone) è un sistema per generare ricostruzioni virtuali di episodi calcistici.
Utilizzata dal 1998 all'interno del Processo di Biscardi, la Supermoviola riproduce le fasi più discusse del campionato di calcio.
Basandosi su una simulazione virtuale di azioni reali permette di analizzare ogni singolo episodio da diversi punti di vista; consente di illustrare il momento cruciale di un'azione mostrandolo da punti di osservazione diversi da quelli delle telecamere reali presenti sul terreno di gioco.
All'interno di un set virtuale i commentatori possono entrare nel campo di calcio e muoversi fra i giocatori per approfondire i risultati delle ricostruzioni virtuali.
Viene utilizzata da Aldo Biscardi dal 1998 servendosi di un sistema proprietario di origine militare; dal 2002 la tecnologia viene sviluppata da Giuseppe Galliano che ne aumenta il grado di realismo e precisione.